# Halina Siamdzianawa
Halina Hieorhijeuna Siamdzianawa (biał. Галіна Георгіеўна Сямдзянава; ur. 28 lutego 1947 w Gdyni, zm. 18 września 2011) – białoruska polityk pochodzenia ukraińskiego, w latach 1990–1995 deputowana do Rady Najwyższej Białoruskiej SRR/Rady Najwyższej Republiki Białorusi XII kadencji; członkini Opozycji BNF – frakcji parlamentarnej partii Białoruski Front Ludowy (Biełaruski Narodny Front) – o charakterze antykomunistycznym i niepodległościowym; członkini partii Białoruski Front Ludowy, a od 1999 roku Partii BNF; w lutym 2011 roku opuściła szeregi tego ugrupowania.

## Życiorys
Urodziła się 28 lutego 1947 roku w Gdyni, w rodzinie radzieckich wojskowych – uczestników II wojny światowej. Była pochodzenia ukraińskiego. Jej ojciec był oficerem marynarki wojennej, matka – starszą siostrą operacyjną w szpitalu wojskowym. Wychowywał ją ojczym, lotnik wojskowy Jakau Iwananawicz Kazłou, którego samolot w czasie wojny został zestrzelony, a on sam – ranny. Po wojnie nadal służył w Armii Radzieckiej, karierę wojskową zakończył w stopniu generał-majora. Halina Siamdzianawa ukończyła Kujbyszewski Instytut Politechniczny. Pracowała w przemyśle obronnym na stanowiskach inżynierskich. Po powrocie do Białoruskiej SRR pracowała w Komitecie Kontroli Ludowej (KKL), stała na czele Nowogródzkiego Rejonowego KKL. Należała do KPZR. Pod wpływem idei białoruskiego odrodzenia narodowego przełomu lat 80. i 90. opuściła tę partię i związała się z Białoruskim Frontem Ludowym.

### Działalność parlamentarna
W 1990 roku została deputowaną ludową do Rady Najwyższej Białoruskiej SRR z Nowogródzkiego Miejskiego Okręgu Wyborczego Nr 262. Na początku czerwca 1990 roku została przewodniczącą Komisji Rewizyjnej Grupy Deputackiej BNF (od 16 lipca pod nazwą Opozycja BNF). Wchodziła w skład Komisji Rady Najwyższej ds. Ekologii i Racjonalnego Wykorzystania Zasobów Naturalnych, Komisji Rady Najwyższej ds. Towarów Konsumpcyjnych, Handlu i Usług dla Ludności, a także Czasowej Komisji Rady Najwyższej ds. Przywilejów. Brała udział w opracowaniu i przyjęciu Deklaracji o Państwowej Suwerenności Białorusi oraz przygotowaniu projektów ustaw na nadzwyczajnej sesji Rady Najwyższej 24–25 sierpnia 1991 roku, w czasie której ogłoszono niepodległość Białorusi. 24 sierpnia po raz pierwszy wniosła na salę obrad Rady Najwyższej biało-czerwono-białą flagę.
Współautorka Koncepcji przejścia Białoruskiej SRR na gospodarkę rynkową (jesień 1990 r.) i szeregu projektów ustaw przygotowanych przez Opozycję BNF. Autorka propozycji prawodawczych zmierzających do utworzenia białoruskiego wojska. Stała na czele komitetu Białoruskiego Zrzeszenia Wojskowych „Powrót”, które po rozpadzie ZSRR pomogło wrócić na Białoruś ponad czterem tysiącom żołnierzy, w tym ze stref konfliktów zbrojnych. Podczas głodówki deputowanych Opozycji BNF 11–12 kwietnia 1995 roku w Sali Owalnej parlamentu, ogłoszonej na znak protestu przeciwko zainicjowanemu przez prezydenta Łukaszenkę referendum, zapewniała łączność pomiędzy jej uczestnikami, Radą Najwyższą i działaczami Białoruskiego Frontu Ludowego poza parlamentem. Dzięki tej funkcji dowiedziała się o planowanym usunięciu protestujących siłą i ostrzegła ich. W dniach 13–14 kwietnia 1995 roku uczestniczyła w procesie przed Sądem Konstytucyjnym, w którym Opozycja BNF oskarżyła prezydenta Łukaszenkę o monopolizację środków masowej informacji.
W 2010 roku Zianon Pazniak opisał w swoich wspomnieniach Halinę Siamdzianawą z początku lat 90. następująco:

była na swój sposób gwiazdą naszej Opozycji (…) znakomicie obserwowała salę i wyczuwała jej nastrój, wówczas (poprzez notatkę czy innym sposobem) informowała przewodniczącego Opozycji. W ogóle, dobrze rozumiała stan emocjonalny tej Rady Najwyższej i psychologię nomenklatury, umiała miło przerzucić się kilkoma słowami z jakimikolwiek towariszczami i dużo się dowiedzieć, bo była po prostu od nich mądrzejsza.

### Późniejsza działalność polityczna
Po zakończeniu XII kadencji Rady Najwyższej kontynuowała działalność polityczną. W latach 1996–1997 wchodziła w skład Sekretariatu Rady Najwyższej Republiki Białorusi XIII kadencji, która w ograniczonym składzie kontynuowała pracę po rozpędzeniu jej przez Alaksandra Łukaszenkę. Pozostała członkinią Białoruskiego Frontu Ludowego. W 1999 roku doszło do rozłamu we Froncie, w wyniku którego powstały dwa ugrupowania: Konserwatywno-Chrześcijańska Partia – BNF pod kierownictwem Zianona Pazniaka oraz Partia BNF pod kierownictwem Wincuka Wiaczorki. Siamdzianawa znalazła się w tym drugim ugrupowaniu. Zdaniem Radia Swaboda, była w nim jednym z liderów i ekspertów o największym autorytecie. W latach 2002–2006 pełniła funkcję zastępcy przewodniczącego Partii BNF, a następnie, do 2010 roku, przewodniczącej Komisji Prawnej i przewodniczącej Komisji Rewizyjnej. Dwukrotnie z ramienia Partii BNF obserwowała przebieg wyborów na Białorusi. W 2008 była skierowana do Centralnej Komisji ds. Wyborów i Referendów Republikańskich, w 2010 roku – do Mińskiej Miejskiej Komisji ds. Wyborów Prezydenta.
11 lutego 2011 roku, wraz z 84 innymi działaczami Partii BNF, opuściła jej szeregi. Tak samo uczynił m.in. Lawon Barszczeuski. Przyczyną był sprzeciw wobec prowadzonej od 2009 roku polityki kierownictwa partii, która, według podpisanej m.in. przez Siamdzianawą deklaracji, nie odpowiada wyzwaniom współczesności, przeczy samemu duchowi narodowej demokracji, wolności, moralności i pryncypialności, z jakim utożsamiał się Białoruski Front Ludowy od jego założenia w 1988 roku. Z deklaracji wynika także, że jedną z głównych przyczyn o wystąpieniu z partii były złe wyniki kampanii przed wyborami prezydenckimi w 2010 roku. Zdaniem Ryhora Kastusioua, wiceprzewodniczącego Partii BNF, odejście m.in. Haliny Siamdzianawej to (…) niewielka strata. Tym bardziej, że ci ludzie na partię nie pracują już z dawien dawna, oni pracują nie na korzyść partii, a na jej szkodę.
18 września 2011 roku Halina Siamdzianawa zmarła w wyniku ciężkiej choroby. Pochowana została 20 września na Cmentarzu Północnym w Mińsku, w honorowej alei, obok grobów Witala Skałabana i Uładzimira Konana.

## Życie prywatne
Halina Siamdzianawa miała córkę Juliję i wnuka Jauhiena, a także mieszkającą pod Kijowem siostrę Liliję.